# Uropsalis
Az Uropsalis a madarak (Aves) osztályának a lappantyúalakúak (Caprimulgiformes) rendjébe, ezen belül a lappantyúfélék (Caprimulgidae) családjába tartozó nem.

## Rendszerezésük
A nemet Waldron Dewitt Miller írta le 1915-ben, az alábbi 2 faj tartozik ide:
- fecskefarkú lappantyú (Uropsalis segmentata)
- lantfarkú lappantyú (Uropsalis lyra)